# Content Reference Identifier
Un Content Reference Identifier (in acronimo CRID, RFC 4078) è uno speciale URI che viene usato come identificatore di reti televisive digitali, di serie televisive, di un unico programma televisivo o di gruppi di trasmissioni televisive.
Un CRID contiene informazioni solo sul contenuto di un programma o di una serie di
spettacoli televisivi, e non sul canale e l'ora di trasmissione.
Il CRID viene utilizzato dallo standard TV-Anytime.